# Півкинська сільська рада
Пі́вкинська сільська рада (рос. Пивкинский сельский совет) — сільське поселення у складі Щучанського району Курганської області Росії.
Адміністративний центр — село Півкино.
Населення сільського поселення становить 676 осіб (2017; 802 у 2010, 880 у 2002).

## Склад
До складу сільського поселення входять:
| Населений пункт    | Населення, осіб (2002) | Населення, осіб (2010) |
| ------------------ | ---------------------- | ---------------------- |
| Куликово, присілок | 134                    | 126                    |
| Петрушино, село    | 211                    | 187                    |
| Півкино, село      | 535                    | 489                    |